# Anderson Luís de Abreu Oliveira
Anderson Luís de Abreu Oliveira (n. 13 aprilie 1988 în Porto Alegre, Brazilia), cunoscut mai degrabă ca Anderson, este un fotbalist brazilian, în prezent legitimat la Manchester United. Joacă de obicei pe postul de mijlocaș ofensiv. La începutul sezonului 2005-2006 a fost adus la F.C. Porto unde s-a afirmat ca titular.

## Cariera de club

### Grêmio
A inceput fotbalul la 5 ani la Internacional Porto Alegre, în orașul natal. Apoi Anderson a ajuns la echipa braziliană Grêmio ca junior, iar în 2005 a debutat la echipă, jucând în cinci meciuri de Serie B braziliană în a doua jumătate a anului, precum și în prima jumătate a Campionatului Statului Gaúcho 2005. A devenit un idol pentru fani după ce a marcat golul care a promovat pe Grêmio în Serie A, în playofful cu Nautico. Golul a fost memorabil și pentru că Grêmio avea doar șapte jucători de câmp, și ratase un penalty. Golul a însemnat o victorie a lui Grêmio, neașteptată în acele condiții, cu 1-0.

### Porto
A semnat cu FC Porto în decembrie, și a debutat în prima ligă portugheză pe 5 martie 2006, contribuind la triumful lui Porto în ligă în acel sezon. Sezonul următor, a debutat cu Porto în Liga Campionilor, într-un meci cu CSKA Moscova. Cu toate acestea, Anderson a ratat cinci luni din sezonul 2006-07, din cauza unui picior rupt.

### Manchester United
Pe 30 mai 2007, s-a confirmat pe siteul lui Manchester United că englezii au stabilit un acord de principiu cu Porto, pentru a-l transfera pe Anderson pentru o sumă nedezvăluită, despre care s-a speculat că ar fi aproximativ 17 milioane de lire sterline. Pe 29 iunie 2007, a primit permisul de muncă în Anglia, și mutarea s-a definitivat pe 2 iulie, Anderson semnând pe cinci ani. A debutat la United pe 3 august 2007, jucând 45 de minute într-un amical cu Doncaster Rovers, câștigat de United cu 2-0. A primit tricoul cu numărul 8 pentru sezonul 2007/2008, număr purtat de Wayne Rooney în sezonul precedent.
Anderson a debutat într-un meci oficial pentru Manchester United cu Sunderland, pe 1 septembrie 2007. A fost înlocuit la pauză de Louis Saha, care a marcat atunci golul victoriei. Anderson a debutat apoi în Liga Campionilor pentru United, într-un meci cu Sporting Lisabona, intrând în locul lui Ryan Giggs în minutul 76. A fost integralist în Cupa Ligii cu Coventry City, pe 26 septembrie 2007, într-o echipă de tineri și rezerve. Manchester United a pierdut atunci cu 0-2, dar Alex Ferguson a spus atunci că Anderson a fost unul dintre cei mai buni jucători ai lui United, într-un meci altfel prost.
Pe 6 octombrie 2007, Anderson l-a înlocuit pe Nemanja Vidić, accidentat, în victoria lui United cu 4-0 acasă cu Wigan. Atunci Anderson a reușit cel mai bun meci al sezonului, oferind o pasă precisă în adâncime pentru Carlos Tévez, care a marcat primul gol al meciului, care a adus și victoria record a lui United în acel sezon. Anderson a contribuit și la victoria cu 4-1 în deplasare la Aston Villa. A jucat prima dată ca titular în Liga Campionilor pe 23 octombrie 2007, fiind ales Omul Meciului în victoria lui Manchester United cu 4-2 în fața lui Dinamo Kiev.

## Cariera internațională
În aprilie 2005, a jucat pentru Brazilia în Campionatul Sud American Sub-17, și în octombrie a câștigat Campionatul Mondial FIFA Sub-17.
Anderson a debutat la seniorii Braziliei pe 27 iunie 2007, într-o înfrângere cu 0-2 la Copa América în fața selecționatei Mexicului, el intrând ca rezervă. Primul lui meci ca titular în echipa Braziliei a fost pe 1 iulie 2007, într-o victorie cu 3-0 în fața lui Chile.